# Mohism
Mohism eller Moism (Kinesiska: 墨家; pinyin: Mòjiā) är en kinesisk filosofisk skola, uppkallad efter den kinesiske filosofen Mozi eller Mo Tzu. Den utvecklades i Kina under De stridande staterna, samma epok som gav upphov till konfucianismen, daoismen och legalismen. Den är mest känd för sin princip om universell kärlek till alla människor. Politiskt omfattade man meritokrati, och menade att samhällets fattigdom till stor del orsakades av nepotism. I linje med sin princip om allmän kärlek tenderade man också mot pacifism. Man ägnade sig utöver politisk filosofi också åt logik och vetenskapliga studier. Mozis filosofi finns samlad i ett massivt verk uppkallat efter honom själv.
Mohisterna är historiskt välkända för sina militära insatser. I linje med sina ideal om universell kärlek hjälpte man mindre kinesiska stater som riskerade att sväljas upp av större grannar med försvarsverk, något som också underlättades av de insikter inom matematik och fysik mohisterna ofta innehade. Efter De stridande staternas slut överskuggades mohismen dock snabbt av legalismen under Qindynastin, och dess inflytande på senare kinesisk historia anses ha varit begränsat.